# Tod eines Liebenden aus dem Stamm Uzra
Tod eines Liebenden aus dem Stamm Uzra ist ein orientalisches Märchen aus den Geschichten aus Tausendundeiner Nacht. Die Kurzgeschichte erzählt von einer unglücklichen Liebe; sie zählt nicht zu den in der ursprünglichen Galland-Handschrift erwähnten Geschichten, sondern wurde unabhängig von dieser von Antoine Galland in sein 1704 erschienenes erweitertes Werk eingefügt.

## Handlung
Man erzählt sich, dass unter den Männern des Stammes der Uzra ein Mann war, der keinen Tag ohne eine neue Liebe leben konnte. Einst liebte er ein schönes Mädchen aus seinem Stamm und warb um sie; die ihn jedoch verschmähte immerfort abwies. Der Mann wurde darüber krank und grämte sich so sehr, dass seine Kräfte schwanden und er so schwach und mager wurde, dass seine Liebe kein Geheimnis mehr blieb. Seine Verwandten baten das das von ihm geliebte Mädchen, ihn doch zu besuchen, doch sie weigerte sich, bis er dem Tode nahe war. Erst als sie sein nahes Ende vernahm, bemitleidete sie ihn und entschloss sich, ihn zu besuchen, Als er sie erblickte, flossen seine Augen in Tränen über und er sprach die Verse: „Wenn du meinen Leichenzug vorüberziehen siehst, wirst du ihm nicht folgen und den Verschiedenen grüßen, der dem Grabe überlassen wird?“
Das Mädchen erwiderte weinend: „Ich dachte nicht, dass es so weit mit dir gekommen wäre, aber bei Gott, ich will dir alles gewähren, was du von mir forderst.“ Da rezitierte er weinend folgenden Vers: „Sie nahet mir, wenn Todesschatten uns trennen, und will mir gehören, wenn ich sie nicht mehr besitzen kann.“ Dann atmete er tief und verschied. Das Mädchen weinte, küsste ihn und fiel in Ohnmacht, und nach drei Tagen starb auch sie und wurde in sein Grab gelegt.